# Wyścig armatniej kuli
Wyścig armatniej kuli lub Wyścig Cannonball (tytuł oryg. The Cannonball Run) – amerykańska komedia z 1981 roku z Burtem Reynoldsem, Rogerem Moore'em i Farrah Fawcett w reżyserii Hala Nedhama. Film doczekał się dwóch sequeli Wyścig armatniej kuli II w 1984 roku oraz Wyścig armatniej kuli 3 w 1989 roku.

## Nagrody i nominacje
W 1982 roku podczas 3. rozdania nagród Złotych Malin Farrah Fawcett była nominowana w kategorii Najgorszej aktorki drugoplanowej. W 1985 podczas Golden Screen Germany roku Tobis wygrało nagrodę Golden Screen jako dystrybutor.